# Ebro (Minnesota)
Ebro es un lugar designado por el censo ubicado en el condado de Clearwater en el estado estadounidense de Minnesota. En el Censo de 2010 tenía una población de 64 habitantes y una densidad poblacional de 28,24 personas por km².

## Geografía
Ebro se encuentra ubicado en las coordenadas 47°29′39″N 95°32′28″O / 47.49417, -95.54111. Según la Oficina del Censo de los Estados Unidos, Ebro tiene una superficie total de 2.27 km², de la cual 2.27 km² corresponden a tierra firme y (0%) 0 km² es agua.

## Demografía
Según el censo de 2010, había 64 personas residiendo en Ebro. La densidad de población era de 28,24 hab./km². De los 64 habitantes, Ebro estaba compuesto por el 35.94% blancos, el 0% eran afroamericanos, el 51.56% eran amerindios, el 0% eran asiáticos, el 0% eran isleños del Pacífico, el 0% eran de otras razas y el 12.5% pertenecían a dos o más razas. Del total de la población el 6.25% eran hispanos o latinos de cualquier raza.